# إيتابيلا
إيتابيلا بلدية في ولاية باهيا في المنطقة الشمالية الشرقية من البرازيل.